# NGC 4604
NGC 4604 (другие обозначения — MCG -1-32-37, IRAS12381-0501, PGC 42489) — неправильная галактика без спиральной структуры (Im) в созвездии Девы. Открыта Кристианом Петерсом в 1883 году (однако существуют предположения, что эту и ещё две галактики — NGC 3492 и NGC 4309 — он открыл двумя годами ранее, в 1881, хотя и не внёс их в список других открытых им туманностей, опубликованный в 1881 году в журнале Copernicus).
Этот объект входит в число перечисленных в оригинальной редакции «Нового общего каталога».
При визуальном наблюдении в любительский 10-дюймовый телескоп с увеличением ×170 галактика выглядит очень маленьким и тусклым, слегка концентрирующимся к центру пятнышком света, несколько вытянутым в направлении с запад-северо-запада на восток-юго-восток
Объект входит в небольшую группу галактик вместе с NGC 4602 и яркой сейфертовской галактикой NGC 4593. 